# Марина Фернандез
Марина Вучић (Сплит, 19. јун 1981) је хрватска телевизијска глумица. Наступа под уметничким именом Марина Фернандез.

## Биографија
Након што је завршила средњу Трговачку школу у Сплиту, као и Музичку школу (свирајући обоу), преселила је у Португалију да би учила језик и упознала нову културу. Тамо се заљубила, удала и остала 10 година, радећи као фото-модел и као глумица у рекламама, дечјим серијама и теленовелама, те музичким спотовима. Поред тога, посветила се и својим највећим љубавима — певању и плесу. Тако је две године певала џез-стандарде у Градском позоришту „Алмада“ у Лисабону, али и по хотелима попут ланца Шератон.
Марина обожава језике, па је поред енглеског и шпанског, за годину дана научила и португалски, толико да локално становништво каже да не може ни приметити да није права Португалка.
Након развода, враћа се у родну земљу, и добија главну улогу у ТВ серији „Ruža vjetrova“, а из Португалије са собом носи и презиме Фернандез, које је, каже, успомена на једну дугу везу која је остала предивно пријатељство.

## Улоге
| Год.   | Назив                  | Улога         |
| ------ | ---------------------- | ------------- |
| 2010те |                        |               |
| 2012   | Ружа вјетрова (серија) | Марија Мрчела |